# Anfímaco (hijo de Polixeno)
En la mitología griega, Anfímaco era rey de Élide, hijo de Políxeno. Su nombre proviene probablemente de Anfímaco, hijo de Ctéato, que murió en Troya. Fue el padre de Eleo II, su sucesor.
| Predecesor: Políxeno | Reyes míticos de Élide | Sucesor: Eleo II |